# Microstroma juglandis
Microstroma juglandis är en svampart som först beskrevs av Berenger, och fick sitt nu gällande namn av Pier Andrea Saccardo 1886. Microstroma juglandis ingår i släktet Microstroma och familjen Microstromataceae.   Inga underarter finns listade i Catalogue of Life.